# نوریتو
نوریتو (به ژاپنی: 祝詞 Norito) نیایش‌سرایی یا متون مذهبی ای هستند که در شینتو، معمولاً خطاب به یک کامی خاص بیان می‌شوند.